# Mosse-Lectures
Die Mosse-Lectures sind eine international und interdisziplinär angelegte Vortragsreihe an der Humboldt-Universität zu Berlin. Veranstalter der Reihe ist seit ihrer Etablierung 1997 das Institut für deutsche Literatur. Im Andenken  an den Historiker George L. Mosse widmen sich die Mosse-Lectures seit dessen Tod 1999 ausdrücklich der Wissensvermittlung und der Darstellung historischer Sachverhalte und Konflikte, insbesondere auch der Vergangenheit und Gegenwart jüdischen Lebens, Denkens und Handelns in Deutschland.

## Profil der Vortragsreihe
Zu den Referenten der Mosse-Lectures zählen international bedeutende Persönlichkeiten aus dem akademischen Umfeld ebenso wie Politiker, Journalisten, Künstler und Literaten. Die Absicht ist, die Referenten und ihre Arbeitsgebiete einer größeren Öffentlichkeit vorzustellen.
Die Veranstaltungen stehen seit 2002 semesterweise unter einem leitenden Thema, zu dem in der Regel vier Vorträge bzw. Lesungen gehalten werden. Im Anschluss an den Vortrag der Referenten gibt es in aller Regel eine offene Diskussion.
Üblicherweise finden die Veranstaltungen im Senatssaal der Humboldt-Universität zu Berlin statt und werden meist in deutscher oder englischer Sprache gehalten. Gelegentlich werden die Veranstaltungen im Radio übertragen (bisher RBB, Deutschlandradio, Deutschlandfunk Nova).

## Geschichte
Die Veranstaltungsreihe wurde am 14. Mai 1997 mit einem Vortrag des Namensgebers George L. Mosse mit dem Thema „Das liberale Erbe und die national-sozialistische Öffentlichkeit“ eröffnet. Damit steht sie in einer langen demokratischen Tradition, die sich auf das Wirken des Verlagshauses Mosse in der Weimarer Republik sowie dessen Widerstand gegen den Nationalsozialismus berufen kann.

## Bedeutende Referenten
- George L. Mosse (Eröffnungsvortrag, 14. Mai 1997)
- Daniel Libeskind (11. Juni 1997)
- Herta Müller (11. Dezember 1997)
- Michael Naumann (16. Dezember 1999)
- Siba Shakib (15. Mai 2003)
- Daniel Barenboim (19. November 2004)
- Reinhart Koselleck (14. Februar 2004)
- David Grossman (26. November 2005)
- Roger Willemsen (14. November 2006)
- Richard Sennett (15. Februar 2007)
- Alain Badiou (17. Januar 2008)
- Moshe Zimmermann (31. Januar 2008)
- Christoph Ransmayr (19. Juni 2008)
- Jean-Luc Nancy (12. Februar 2009)
- Jeremy Rifkin (23. Juni 2009)
- Amos Oz (14. Oktober 2009)
- Orhan Pamuk (14. Januar 2010)
- Rainald Goetz & Diedrich Diederichsen (3. Mai 2012)
- Ute Daniel (31. Mai 2014)[1]
- Elisabeth Bronfen (12. Juni 2014)
- Carolin Emcke (26. Juni 2014)
- Vladimir Sorokin (13. November 2014)
- Colm Tóibín (11. Dezember 2014)e
- Bruno Latour (12. Mai 2016)
- Slavoj Žižek (27. Oktober 2016)
- Jan-Werner Müller (3. November 2016)
- Kathrin Passig (12. Januar 2017)[2]
- Christoph Möllers (November 2018)[3]
- Karl Schlögel (November 2018)[4]
- Emine Sevgi Özdamar (2. Mai 2019)[5]

## Publikationen (Auswahl)
- Étienne Balibar, Friedrich A. Kittler, Martin van Creveld: Vom Krieg zum Terrorismus. Mosse-Lectures Winter 2002/2003. Humboldt-Universität, Berlin 2003, ISBN 3-86004-159-2
- Klaus R. Scherpe & Elisabeth Wagner (Hrsg.): Kontinent Kafka. Mosse-Lectures an der Humboldt-Universität zu Berlin. Vorwerk 8, Berlin 2006, ISBN 3-930916-79-7[6]
- Thomas Macho, Gert Mattenklott, Klaus R. Scherpe: Künste der Verneinung. Mosse-Lectures 2006. Humboldt-Universität, Berlin 2007, ISBN 978-3-86004-213-7
- Elisabeth Wagner & Burkhardt Wolf (Hrsg.): Odysseen. Mosse-Lectures 2007. Vorwerk 8, Berlin 2008, ISBN 978-3-940384-11-9
- Elisabeth Wagner & Burkhardt Wolf (Hrsg.): VerWertungen von Vergangenheit. Mosse-Lectures 2008 Vorwerk 8, Berlin 2009, ISBN 978-3-940384-19-5
- Hendrik Blumentrath, Burkhardt Wolf (Hrsg.): Werkstätten der Zukunft. Vorwerk 8, Berlin 2018, ISBN 978-3-947238-02-6